# Dana Vavřačová
Dana Vavřačová (Checoslovaquia, 25 de junio de 1954) es una atleta checoslovaca retirada especializada en la prueba de 3 km marcha, en la que consiguió ser subcampeona europea en pista cubierta en 1988.

## Carrera deportiva
En el Campeonato Europeo de Atletismo en Pista Cubierta de 1988 ganó la medalla de plata en los 3 km marcha, con un tiempo de 12:51.08 segundos, tras la española María Reyes Sobrino  y por delante de otra española Mari Cruz Díaz.